# Kicks du Minnesota
Maillots
Les Kicks du Minnesota (en anglais : Minnesota Kicks) étaient une franchise américaine de soccer (football) basée à Minneapolis qui a été active de 1976 à 1981. Ils participent à six saisons de NASL entre 1976 et 1981.

## Historique

### Repères historiques
- 1976 : fondation du club sous le nom des Kicks du Minnesota
- 1981 : le club est dissout

### Histoire
Le 25 novembre 1975 la franchise des Dynamos de Denver (en) est rachète par Jack Crocker, et déménage l'équipe dans le Minnesota,,,. L'identité des Kicks est dévoilée le 28 janvier 1976 lorsque le nom est présenté, étant préféré à : Anglers, Blizzards, Blue Wave, Dairymen, Norsemen et Skeeters. L'anglais Freddie Goodwin est choisi comme premier entraîneur du club le 19 février 1976.
Les Kicks font leur entrée en North American Soccer League en 1976. Lors de leur première rencontre officielle, les Kicks affrontent les Earthquakes de San José le 24 avril 1976 et s'inclinent sur le score de 4-2, où l'anglais Alan Willey (en) inscrit le premier but de l'histoire du club. Le 9 mai, pour une première rencontre à domicile au Metropolitan Stadium, les Kicks disposent des Earthquakes de San José, devant 17 054 spectateurs dans une soirée qui marque le début du soccer professionnel à Minneapolis-Saint Paul,. Les Kicks terminent premiers de leur conférence et se qualifient à leur unique finale du Soccer Bowl (en). Les Kickers s'inclinent en finale des séries éliminatoires face aux Metros-Croatia de Toronto (défaite 3-0),,.
Le 14 août 1978, les Kicks gagnent sur un large score de 9-2 face au Cosmos de New York dont un quintuplé d'Alan Willey (en) devant 45 863 spectateurs au Metropolitan Stadium,,. Le 14 décembre, Roy McCrohan (en) est choisi comme nouvel entraîneur et recrute la star suédoise, Björn Nordqvist. La saison suivante, McCrohan est remplacé après neuf rencontres par Freddie Goodwin.
Jack Crocker vend la franchise à Ralph Sweet le 12 novembre 1980. Le 14 mai 1981 Goodwin est remplacé par Geoff Barnett (en). La franchise a prévu de déménager au Metrodome pour la saison 1982. Les Kicks ont perdu 2,5 millions de dollars pendant la saison 1981 et les propriétaires mettent en vente la franchise. 
La franchise joue sa dernière rencontre à domicile au Memorial Stadium (en) devant 10 278 spectateurs, le 6 septembre 1981 lors d'une défaite de 3-0 face aux Strikers de Fort Lauderdale,. Finalement la franchise des Kicks est dissoute durant le mois de décembre 1981,.

## Palmarès et résultats

### Palmarès
| Compétitions nationales                                                                              | Soccer indoor |
| - NASL - Finaliste du Soccer Bowl (en) : 1976 (en)                                                   | - NASL indoor - Finaliste : 1978                                                                                 |
| Récompenses individuelles                                                                            | |
| - Équipe-type n°1 de la NASL (3) - Alan West (en) en 1977 - Patrick Ntsoelengoe (en) en 1979 et 1980 | - Équipe-type n°2 de la NASL (3) - Ron Webster (en) en 1976 - Alan West (en) en 1976 - Alan Merrick (en) en 1978 |

### Bilan par saison

#### NASL (1976-1981)
| Saison | Ligue | Saison régulière | Saison régulière | Saison régulière | Saison régulière | Saison régulière | Saison régulière | Saison régulière | Position | Séries éliminatoires      | Affluence |
| Saison | Ligue | M                | V                | N                | D                | BP               | BC               | Pts              | Position | Séries éliminatoires      | Affluence |
| ------ | ----- | ---------------- | ---------------- | ---------------- | ---------------- | ---------------- | ---------------- | ---------------- | -------- | ------------------------- | --------- |
| 1976   | NASL  | 24               | 15               | -                | 9                | 54               | 33               | 138              | 1er/5    | Finale                    | 23 117    |
| 1977   | NASL  | 26               | 16               | -                | 10               | 44               | 36               | 137              | 1er/4    | Demi-finale de conférence | 32 771    |
| 1978   | NASL  | 30               | 17               | -                | 13               | 58               | 43               | 156              | 1er/4    | Demi-finale de conférence | 30 860    |
| 1979   | NASL  | 30               | 21               | -                | 9                | 67               | 48               | 184              | 1er/4    | Premier tour              | 24 580    |
| 1980   | NASL  | 32               | 16               | -                | 16               | 66               | 56               | 147              | 2e/4     | Premier tour              | 18 279    |
| 1981   | NASL  | 32               | 19               | -                | 13               | 63               | 57               | 163              | 2e/4     | Demi-finale de conférence | 16 605    |

#### Soccer indoor (1978-1981)
| Saison    | Ligue       | Saison régulière | Saison régulière | Saison régulière | Saison régulière | Saison régulière | Position | Séries éliminatoires | Affluence |
| Saison    | Ligue       | M                | V                | D                | BP               | BC               | Position | Séries éliminatoires | Affluence |
| --------- | ----------- | ---------------- | ---------------- | ---------------- | ---------------- | ---------------- | -------- | -------------------- | --------- |
| 1978      | NASL indoor | 2                | 1                | 1                | 13               | 16               | -        | Finale               | N/A       |
| 1979-1980 | NASL indoor | 12               | 8                | 4                | 75               | 52               | 2e/5     | Demi-finale          | 9 562     |
| 1980-1981 | NASL Indoor | 18               | 12               | 6                | 93               | 73               | 2e/3     | Premier tour         | 5 877     |

## Stade

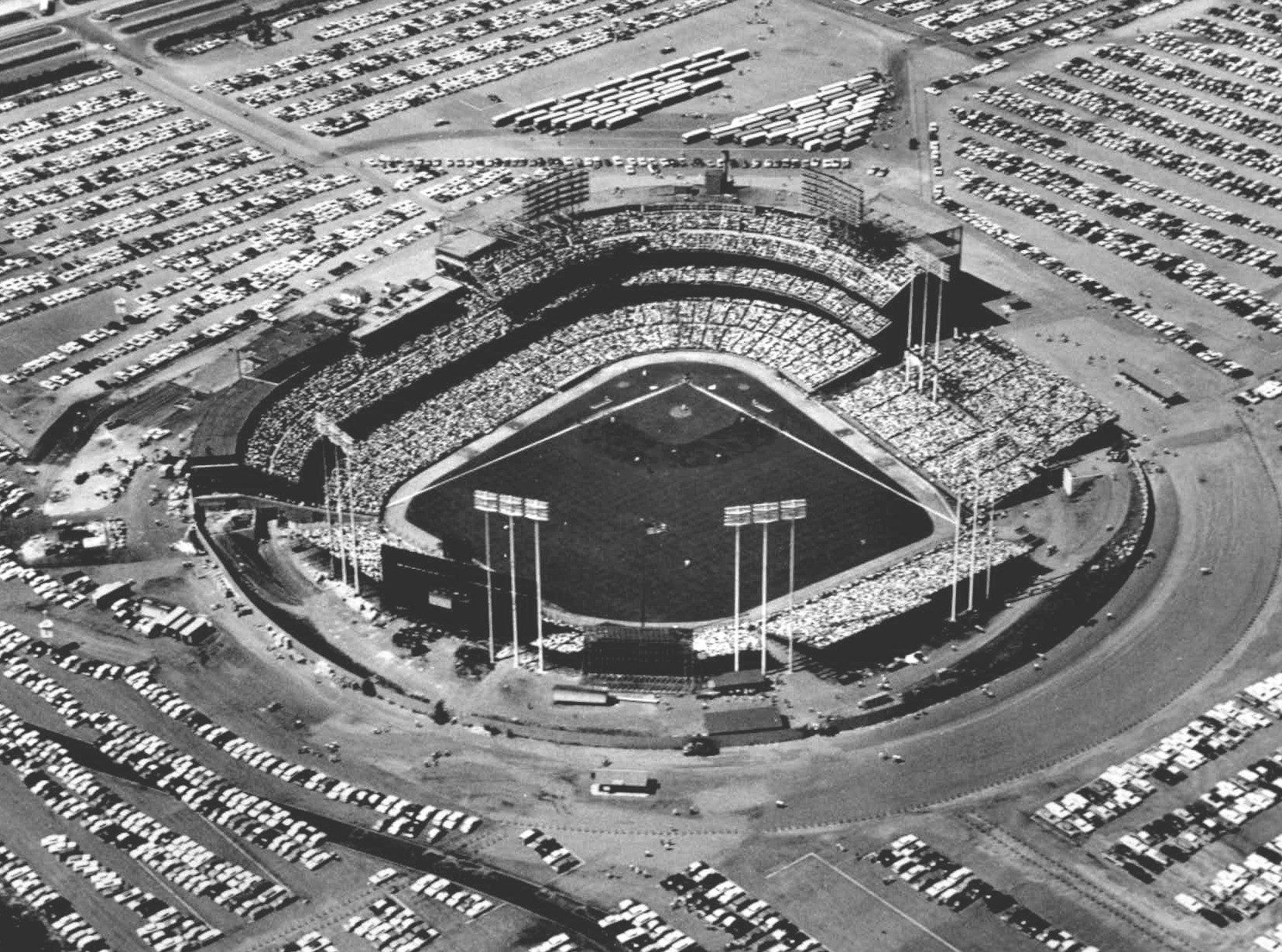
L'équipe joue ses saisons au Metropolitan Stadium entre 1977 et 1981.

L'unique stade à accueillir les Kicks est le Metropolitan Stadium, stade des Twins du Minnesota et des Vikings du Minnesota. Il a une capacité de 48 446 places. L'affluence moyenne sur leur première saison régulière est de 23 117 spectateurs, soit la deuxième meilleure affluence de la saison 1976 derrière les Sounders de Seattle en NASL. La rencontre du 9 juin 1976 face au Cosmos de New York de Pelé se joue devant 46 164 spectateurs, c'est le nouveau record d'affluence de la NASL,. Le record est battu lors de la saison suivante par le Cosmos.
Le record d'affluence de la franchise du Minnesota est lors de la finale de Conférence au Metropolitan Stadium devant une foule de 49 572 spectateurs pour la réception des Earthquakes de San José le 25 août 1976,,,. Ce record est battu le 21 octobre 2018 lors de la rencontre de Major League Soccer entre le Minnesota United et le Galaxy de Los Angeles au TCF Bank Stadium devant 52 242 spectateurs,.
La moyenne de 32 771 atteinte en 1977 sera le record du club. Les moyennes de spectateurs diminuent chaque saison jusqu'en 1981.
Lors de leurs saisons de soccer intérieur (1979-1981), les Kicks évoluent au Met Center.

## Couleurs et blason

Minnesota Kicks1977-1981[35]

## Personnalités du club

### Propriétaires
Le tableau suivant présente la liste des propriétaires de la franchise entre 1976 et 1981,.
| Rang | Nom          | Période   |
| ---- | ------------ | --------- |
| 1    | Jack Crocker | 1976–1980 |
| 2    | Ralph Sweet  | 1981      |

### Historique des entraîneurs
Le tableau suivant présente la liste des entraîneurs de la franchise entre 1976 et 1981,.
| Rang | Entraîneur         | Période   | Matchs | Victoires | Défaites | % victoires |
| ---- | ------------------ | --------- | ------ | --------- | -------- | ----------- |
| 1    | Freddie Goodwin    | 1976-1978 | 89     | 52        | 37       | 58.43%      |
| 2    | Roy McCrohan (en)  | 1979-1980 | 41     | 23        | 18       | 56.10%      |
| 3    | Freddie Goodwin    | 1980-1981 | 31     | 17        | 14       | 54.84%      |
| 4    | Geoff Barnett (en) | 1981      | 30     | 18        | 12       | 60.00%      |

### Joueurs emblématiques
Quelques joueurs célèbres et importants pour les Kicks, classés par ordre d'arrivée au club :
- Alan West (en) (1976-1979)
- Alan Merrick (en) (1976-1979)
- Geoff Barnett (en) (1976-1980)
- Patrick Ntsoelengoe (en) (1976-1981)
- Alan Willey (en) (1976-1981)
- Ron Futcher (en) (1976-1981)
- Steve Litt (en) (1976-1981)
- Tino Lettieri (1977-1981)
- Charlie George (1978)
- Willie Morgan (1978-1980)
- Ian Hamilton (en) (1978-1981)
- Björn Nordqvist (1979-1980)
- Stewart Jump (en) (1980-1981)
- Don Masson (1981)
- Steve Heighway (1981)